# Grande Prêmio da Alemanha de 1983
Resultados do Grande Prêmio da Alemanha de Fórmula 1 realizado em Hockenheim em 7 de agosto de 1983. Décima etapa do campeonato, foi vencido pelo francês René Arnoux, da Ferrari, com Andrea de Cesaris em segundo pela Alfa Romeo e Riccardo Patrese em terceiro pela Brabham-BMW.

## Classificação

### Treinos oficiais
| Pos.    | Nº | Piloto             | Construtor        | Q1       | Q2       | Grid     |
| ------- | -- | ------------------ | ----------------- | -------- | -------- | -------- |
| 1       | 27 | Patrick Tambay     | Ferrari           | 1:49.328 | 2:10.057 | —        |
| 2       | 28 | René Arnoux        | Ferrari           | 1:49.435 | 2:09.594 | + 0.107  |
| 3       | 22 | Andrea de Cesaris  | Alfa Romeo        | 1:50.845 | 2:16.694 | + 1.522  |
| 4       | 5  | Nelson Piquet      | Brabham-BMW       | 1:51.082 | 2:16.969 | + 1.754  |
| 5       | 15 | Alain Prost        | Renault           | 1:51.228 | 2:13.620 | + 1.900  |
| 6       | 16 | Eddie Cheever      | Renault           | 1:51.540 | 2:09.752 | + 2.212  |
| 7       | 23 | Mauro Baldi        | Alfa Romeo        | 1:51.867 | 2:15.218 | + 2.539  |
| 8       | 6  | Riccardo Patrese   | Brabham-BMW       | 1:52.105 | —        | + 2.777  |
| 9       | 35 | Derek Warwick      | Toleman-Hart      | 1:54.199 | 2:13.461 | + 4.871  |
| 10      | 36 | Bruno Giacomelli   | Toleman-Hart      | 1:54.648 | —        | + 5.320  |
| 11      | 11 | Elio de Angelis    | Lotus-Renault     | 1:54.831 | 2:14.182 | + 5.503  |
| 12      | 1  | Keke Rosberg       | Williams-Ford     | 1:55.289 | 2:13.337 | + 5.961  |
| 13      | 40 | Stefan Johansson   | Spirit-Honda      | 1:55.870 | —        | + 6.542  |
| 14      | 30 | Thierry Boutsen    | Arrows-Ford       | 1:56.015 | —        | + 6.687  |
| 15      | 2  | Jacques Laffite    | Williams-Ford     | 1:56.318 | 2:15.838 | + 6.990  |
| 16      | 3  | Michele Alboreto   | Tyrrell-Ford      | 1:56.398 | 2:15.547 | + 7.070  |
| 17      | 12 | Nigel Mansell      | Lotus-Renault     | 1:56.490 | —        | + 7.162  |
| 18      | 8  | Niki Lauda         | McLaren-Ford      | 1:56.730 | —        | + 7.402  |
| 19      | 25 | Jean-Pierre Jarier | Ligier-Ford       | 1:57.018 | 2:15.326 | + 7.690  |
| 20      | 29 | Marc Surer         | Arrows-Ford       | 1:57.072 | —        | + 7.744  |
| 21      | 4  | Danny Sullivan     | Tyrrell-Ford      | 1:57.426 | 2:18.376 | + 8.098  |
| 22      | 34 | Johnny Cecotto     | Theodore-Ford     | 1:52.744 | 2:15.753 | + 8.416  |
| 23      | 7  | John Watson        | McLaren-Ford      | 1:57.776 | —        | + 8.448  |
| 24      | 33 | Roberto Guerrero   | Theodore-Ford     | 1:57.790 | 2:17.479 | + 8.462  |
| 25      | 26 | Raul Boesel        | Ligier-Ford       | 1:58.413 | —        | + 9.085  |
| 26      | 32 | Piercarlo Ghinzani | Osella-Alfa Romeo | 1:58.473 | 2:19.172 | + 9.145  |
| 27      | 17 | Kenny Acheson      | RAM-Ford          | 1:59.003 | 2:20.758 | + 9.675  |
| 28      | 31 | Corrado Fabi       | Osella-Alfa Romeo | 2:01.113 | 2:22.859 | + 11.785 |
| 29      | 9  | Manfred Winkelhock | ATS-BMW           | —        | —        | —        |
| Fontes: |    |                    |                   |          |          |          |

### Corrida
| Pos.    | Nº | Piloto             | Construtor        | Voltas | Tempo/Diferença        | Grid | Pontos           |
| ------- | -- | ------------------ | ----------------- | ------ | ---------------------- | ---- | ---------------- |
| 1       | 28 | René Arnoux        | Ferrari           | 45     | 1:27:10.319            | 2    | 9                |
| 2       | 22 | Andrea de Cesaris  | Alfa Romeo        | 45     | + 1:10.652             | 3    | 6                |
| 3       | 6  | Riccardo Patrese   | Brabham-BMW       | 45     | + 1:44.093             | 8    | 4                |
| 4       | 15 | Alain Prost        | Renault           | 45     | + 2:00.750             | 5    | 3                |
| DSQ     | 8  | Niki Lauda         | McLaren-Ford      | 44     | Desclassificado        | 18   | [ 3 ] [ nota 1 ] |
| 5       | 7  | John Watson        | McLaren-Ford      | 44     | + 1 volta              | 23   | 2                |
| 6       | 2  | Jacques Laffite    | Williams-Ford     | 44     | + 1 volta              | 15   | 1                |
| 7       | 29 | Marc Surer         | Arrows-Ford       | 44     | + 1 volta              | 20   |                  |
| 8       | 25 | Jean-Pierre Jarier | Ligier-Ford       | 44     | + 1 volta              | 19   |                  |
| 9       | 30 | Thierry Boutsen    | Arrows-Ford       | 44     | + 1 volta              | 14   |                  |
| 10      | 1  | Keke Rosberg       | Williams-Ford     | 44     | + 1 volta              | 12   |                  |
| 11      | 34 | Johnny Cecotto     | Theodore-Ford     | 44     | + 1 volta              | 22   |                  |
| 12      | 4  | Danny Sullivan     | Tyrrell-Ford      | 43     | + 2 voltas             | 21   |                  |
| 13      | 5  | Nelson Piquet      | Brabham-BMW       | 42     | Motor                  | 4    |                  |
| Ret     | 16 | Eddie Cheever      | Renault           | 38     | Sistema de combustível | 6    |                  |
| Ret     | 32 | Piercarlo Ghinzani | Osella-Alfa Romeo | 34     | Fuga de óleo           | 26   |                  |
| Ret     | 26 | Raul Boesel        | Ligier-Ford       | 27     | Motor                  | 25   |                  |
| Ret     | 23 | Mauro Baldi        | Alfa Romeo        | 24     | Turbo                  | 7    |                  |
| Ret     | 36 | Bruno Giacomelli   | Toleman-Hart      | 19     | Turbo                  | 10   |                  |
| Ret     | 35 | Derek Warwick      | Toleman-Hart      | 17     | Motor                  | 9    |                  |
| Ret     | 40 | Stefan Johansson   | Spirit-Honda      | 11     | Motor                  | 13   |                  |
| Ret     | 27 | Patrick Tambay     | Ferrari           | 11     | Motor                  | 1    |                  |
| Ret     | 11 | Elio de Angelis    | Lotus-Renault     | 10     | Motor                  | 11   |                  |
| Ret     | 3  | Michele Alboreto   | Tyrrell-Ford      | 4      | Bomba de combustível   | 16   |                  |
| Ret     | 12 | Nigel Mansell      | Lotus-Renault     | 1      | Motor                  | 17   |                  |
| Ret     | 33 | Roberto Guerrero   | Theodore-Ford     | 0      | Motor                  | 24   |                  |
| DNQ     | 17 | Kenny Acheson      | RAM-Ford          |        |                        |      |                  |
| DNQ     | 31 | Corrado Fabi       | Osella-Alfa Romeo |        |                        |      |                  |
| DNQ     | 9  | Manfred Winkelhock | ATS-BMW           |        |                        |      |                  |
| Fontes: |    |                    |                   |        |                        |      |                  |

## Tabela do campeonato após a corrida
| Pos.    | Piloto         | Pontos |
| ------- | -------------- | ------ |
| 1       | Alain Prost    | 42     |
| 2       | Nelson Piquet  | 33     |
| 3       | Patrick Tambay | 31     |
| 4       | René Arnoux    | 28     |
| 5       | Keke Rosberg   | 25     |
| Fontes: |                |        |

| Pos.    | Equipe        | Pontos |
| ------- | ------------- | ------ |
| 1       | Ferrari       | 59     |
| 2       | Renault       | 56     |
| 3       | Brabham-BMW   | 37     |
| 4       | Williams-Ford | 36     |
| 5       | McLaren-Ford  | 29     |
| Fontes: |               |        |

- Nota: Somente as primeiras cinco posições estão listadas. Entre 1981 e 1990 cada piloto podia computar onze resultados válidos por temporada não havendo descartes no mundial de construtores.